# Super Freak (пісня)
«Супер виродок» (англ. Super Freak) — пісня 1981 року, створений і виконаний американським співаком Ріком Джеймсом. Пісня, написана спільно Джеймсом і Алонзо Міллерами, була вперше випущена на п’ятому альбомі Джеймса Street Songs (1981) і стала однією з пісень Джеймса. «Виродок» — це сленговий термін для сексуально авантюристів, як описано в тексті пісні: «Вона дуже дивна дівчина / Така, яку ти не береш додому, щоб представити матері». Журнал Rolling Stone поставив пісню під номер 477 у своєму списку 500 найкращих пісень усіх часів у 2004 році, під номером 481 у 2010 році та під номером 153 в оновленому списку в 2021 році  Пісня була номінована на премію «Греммі» за найкраще чоловіче рок-вокальне виконання на « Греммі» 1982 року. Хіт MC Hammer 1990 року « U Can't Touch This » є зразком «Super Freak», як і Нікі Мінаж у своєму синглі « Super Freaky Girl » 2022 року.

## Запис
«Super Freak» був записаний разом з іншими треками для альбому Street Songs між груднем 1980 і січнем 1981 року на Record Plant у Саусаліто, штат Каліфорнія, та на Motown / Hitsville USA Recording Studios, Голлівуд, Каліфорнія. Він включає бек-вокал від колег Джеймса з Motown по лейблу The Temptations — у яких басистом був Грег «Big Money» Браун, Мелвін Франклін — і канадської співачки Табори Джонсон. Соло на тенор-саксофоні виконує учасник Stone City Band Даніель Лемелл. Пізніше імпровізовані тексти Джеймса були пом'якшені ді-джеєм з Лос-Анджелеса Алонзо Міллером, який став співавтором. Джеймс, мабуть, не був у особливому захваті від цієї пісні, але, як кажуть, хотів мати в альбомі щось, під, що як він сказав «білі люди могли б танцювати також».

## Чарти
| Chart (1981–1982)                                       | Peak position |
| ------------------------------------------------------- | ------------- |
| Australia (Kent Music Report)                           | 26            |
| Бельгія (Ultratop Flanders)                             | 2             |
| ERROR: MUST PROVIDE DATE FOR CANADIAN TOP SINGLES CHART | 40            |
| Нідерланди (Dutch Top 40)                               | 2             |
| Нідерланди (Mega Single Top 100)                        | 3             |
| Нова Зеландія (RIANZ)                                   | 4             |
| US Billboard Hot 100                                    | 16            |
| US Hot Dance Club Play (Billboard)                      | 1             |
| US Hot Soul Singles (Billboard)                         | 3             |
| US Cash Box Top 100                                     | 17            |
| US Record World Singles                                 | 14            |

| Chart (1981)                   | Position |
| ------------------------------ | -------- |
| Belgium (Ultratop 50 Flanders) | 54       |
| Netherlands (Dutch Top 40)     | 24       |
| Netherlands (Single Top 100)   | 26       |

## Сертифікати
| Регіон | Сертифікація | Продажі  |
| --- | ------------ | -------- |
| Велика Британія (BPI)                                                                                            | Срібний      | 200 000  |
| США (RIAA) | Золотий      | 500 000^ |
| ^відвантаження, що базуються лише на сертифікаціях · продажі+прослуховування, що базуються лише на сертифікаціях |              |          |

## Версія Beatfreakz
У 2006 році голландський музичний гурт Beatfreakz зробив кавер на пісню під назвою «Superfreak » і випустив її як сингл. Ця обкладинка посіла сьоме місце в UK Singles Chart і шосте місце в Фінляндії та Угорщині.

### Списки треків
| Dutch CD single 1. "Superfreak" (radio edit) 2. "Superfreak" (club mix) 3. "Superfreak" (Fonzerelli remix) 4. "Superfreak" (Dennis Christopher De-Electro remix) 5. "Streetgirl" (album version) UK 12-inch single A1. "Superfreak" (Beatfreakz club mix) A2. "Superfreak" (Fonzerelli remix) B1. "Superfreak" (Dennis Christopher De-Electro remix) B2. "Superfreak" (Friday Night Posse remix) | UK CD1 1. "Superfreak" (radio edit) 2. "Superfreak" (Beatfreakz club mix) UK CD2 1. "Superfreak" (radio edit) 2. "Superfreak" (Fonzerelli remix) 3. "Superfreak" (Dennis Christopher De-Electro remix) 4. "Superfreak" (Verdez remix) 5. Extended interactive CD-ROM |

### Кредити та персонал
Кредити знімаються з голландських і британських вкладених банкнот CD1.
Студії
- Записано на Beatfreakz Studios ( Весп, Нідерланди)
- Приклади повторів, записаних на Scorccio.com Studio ( Барселона, Іспанія)

Персонал
- Рік Джеймс, Алонзо Міллер – сценарист
- Сандро – вокал
- Jassy Tamar Husk – додатковий вокал
- Beatfreakz – виробництво
- Хел Рітсон – вокал
- Марк Саммерс – зразок повторного виробництва
- Бен Кук – виконавче виробництво
- Діпеш Пармар – виконавчий асистент виробництва
- Антоніо Петронціо – фотографія

### Діаграми
| Chart (2006–2007)                         | Peak position |
| ----------------------------------------- | ------------- |
| Бельгія (Ultratip Flanders)               | 5             |
| Belgium (Ultratop 50 Dance Flanders)      | 8             |
| СНД (Tophit)                              | 20            |
| Чехія (IFPI)                              | 34            |
| Фінляндія (Suomen virallinen lista)       | 6             |
| Франція (SNEP)                            | 56            |
| Угорщина (Dance Top 40)                   | 6             |
| Угорщина (Single Top 40)                  | 6             |
| Ірландія (IRMA)                           | 20            |
| Нідерланди (Dutch Top 40)                 | 34            |
| Нідерланди (Mega Single Top 100)          | 26            |
| Romania (Romanian Top 100)                | 66            |
| Шотландія (Official Charts Company)       | 6             |
| Велика Британія (Official Charts Company) | 7             |
| Велика Британія (UK Dance Chart)          | 5             |

| Chart (2006)     | Position |
| ---------------- | -------- |
| CIS (Tophit)     | 195      |
| UK Singles (OCC) | 189      |

| Chart (2007) | Position |
| ------------ | -------- |
| CIS (Tophit) | 128      |

### Історія випуску
| Регіон                | Дата          | Формат(и)        | Етикетки  | Ref.   |
| --------------------- | ------------- | ---------------- | --------- | ------ |
| Нідерланди            | 2006 рік      | CD               | крутитись | [ 20 ] |
| Об'єднане Королівство | 9 жовтня 2006 | 12-inch vinyl CD | Дані      | [ 38 ] |

## Відбір та проби
Переважаючий риф пісні був найпопулярнішим семплом у 1990 році MC Hammer у пісні «U Can't Touch This». Тридцять два роки потому пісня була семплом Нікі Мінаж у «Super Freaky Girl». Раніше Мінаж з’явилася в реміксі пісні Біг Шона «Dance (A$$)» (2011), який був семплом «U Can't Touch This».

## Зовнішні посилання
- Super Freak на Discogs